# Теванян, Вазген
Вазген Теванян (арм. Վազգեն Թևանյան; род. 27 октября 1999 года, Покр Веди, Араратская область, Армения) — армянский борец вольного стиля, чемпион Европы 2023 года, победитель Кубка мира, чемпион Армении, член национальной сборной Армении по борьбе, победитель первенства Европы среди спортсменов до 23 лет, чемпион молодёжного чемпионата Европы 2018 года, а также бронзовый призёр молодёжного чемпионата мира того же года.

## Биография
Вазген Теванян родился 27 октября 1999 года в селе Покр Веди Араратской области. Поскольку день рождения совпал с днем теракта в парламенте Армении, а его дядя являлся боевым другом Вазгена Саргсяна, то отец Вазгена совместно со своим братом решили новорожденного сына их семьи назвать именем Вазгена Саргсяна, в память о нем. Вазген Теванян начал заниматься борьбой в Арташате под руководством тренера Рафика Голецяна.
На международной арене Вазген Теванян достиг первого серьезного успеха в 2015 году, когда стал победителем на проходившем в сербском городе Суботица юношеском чемпионате Европы по вольной борьбе, выступая в весовой категории до 54 кг, а в следующем году, в Стокгольме, на юношеском чемпионате Европы 2016 года, выступая в весовой категории до 58 кг, Вазген завоевал серебряную медаль.
В августе 2018 года на проходившем в Риме молодёжном чемпионате Европы Вазген Теванян в весовой категории до 61 кг, в финале со счетом 5:2 победив азербайджанца Интигама Вализаду, завоевал титул молодёжного чемпиона Европы по вольной борьбе. В октябре того же года в словацком городе Трнава, где проходил молодёжный чемпионат мира по вольной борьбе, в весовой категории до 61 кг, он в поединке за бронзовую медаль со счетом 9:3 одержав победу над представителем Узбекистана Абосем Рахмоновым. В декабре 2018 года Вазген завоевал титул чемпиона Армении в весовой категории 65 кг, а в марте 2019 года в сербском городе Нови-Сад на чемпионате Европы по вольной борьбе среди спортсменов до 23 лет, выступая в весовой категории 65 кг, в финале победив грузина Эдеми Болквадзе завоевал золотую медаль.
На индивидуальном кубом мира 2020 года в Белграде завоевал золотую медаль, победив в финале Исмаила Мусукаева (Венгрия) со счётом 9:1.
В марте 2021 года на европейском лицензионном олимпийском турнире по вольной борьбе Вазген Теванян в квалификационном раунде победил болгарина Владимира Дубова со счетом 11։0, затем победил Ньургуна Скрябина из Беларуси со счетом 7։5. В четвертьфинале армянский спортсмен одержал победу над чемпионом Олимпийских игр в Рио, чемпионом мира и трехкратным чемпионом Европы грузином Владимиром Хинчегашвили - 6։4, в полуфинале одолел со счетом 4:2 представителя Польши, двукратного чемпиона Европы и будущего чемпиона мира Магомедмурада Гаджиева, a в финале победил трехкратного чемпиона мира и Европы, бронзового призёра Олимпийских игр 2016 года, азербайджанца Хаджи Алиева.
В ноябре 2021 года завоевал серебряную медаль на чемпионате мира по вольной борьбе до 23-х лет впервые выступая в весовой категории до 70 кг.. В финале армянский спортсмен уступил Эрназару Акматалиеву из Кыргызстана со счетом 2:10.
В Загребе, на чемпионате Европы 2023 года в финале весовой категории до 65 кг победил болгарина Микяя Наима и завоевал золотую медаль.
В апреле 2025 года на чемпионате Европы в Братиславе в весовой категории до 65 кг завоевал бронзовую медаль. В схватке за третье место его соперник Гога Отинашвили не вышел на поединок.
Вазген Теванян является двоюродным племянником чемпиона Европы 1994 года, бронзового призёра чемпионата мира 1995 года, вице-чемпиона олимпийский играх 1996 года в Атланте, а также бывшего тренера сборной Армении по вольной борьбе Армена Мкртчяна.

## Достижения
- Чемпион юношеского чемпионата Европы 2015 года в весовой категории до 54 кг.
- Серебряный призёр юношеского чемпионата Европы 2016 года в весовой категории до 58 кг.
- Чемпион молодёжного чемпионата Европы 2018 года в весовой категории до 61 кг.
- Бронзовый призёр молодёжного чемпионата мира 2018 года в весовой категории до 61 кг.
- Чемпион Армении 2018 года в весовой категории до 65 кг.
- Чемпион Европы среди спортсменов до 23 лет 2019 года в весовой категории до 65 кг.
- Чемпион индивидуального кубка мира 2020 года в весовой категории до 65 кг.
- Серебряный призёр среди спортсменов до 23 лет 2021 года в весовой категории до 70 кг.
- Чемпион Европы 2023 года в весовой категории до 65 кг.
- Бронзовый призёр чемпионата Европы 2025 года в весовой категории до 65 кг.